# Bogusława Kaniecka
Bogusława Elżbieta Kaniecka, z d. Wojsz (ur. 19 grudnia 1953 w Gorzowie Wielkopolskim) – polska lekkoatletka, sprinterka, medalistka Uniwersjady (1977), mistrzyni i reprezentantka Polski.

## Kariera sportowa
Była zawodniczką Warty Gorzów i Górnika Zabrze.
Jej największym sukcesem w karierze międzynarodowej był brązowy medal Letniej Uniwersjady w 1977 w sztafecie 4 x 100 metrów (z Heleną Fliśnik, Ewą Witkowską (później Kasprzyk) i Ewą Długołęcką), z wynikiem 44,79. Reprezentowała także Polskę w finale A Pucharu Europy w lekkoatletyce w 1977, zajmując w sztafecie 4 x 100 metrów 4. miejsce, z czasem 43,74.
Na mistrzostwach Polski seniorek na otwartym stadionie zdobyła siedem medali, w tym jeden złoty w sztafecie 4 x 100 metrów w 1977, jeden srebrny w biegu na 200 metrów w 1977, cztery srebrne w sztafecie 4 x 100 metrów (1974, 1975, 1976, 1976) i jeden brązowy w biegu na 100 metrów w 1977. Na halowych mistrzostwach Polski seniorek wywalczyła dwa brązowe medale w biegu na 60 m (1974, 1978).
Rekordy życiowe:
- 100 m: 11,69 (25.07.1977)
- 200 m: 24,05 (21.08.1977)
- 60 m (hala): 7,45 (20.02.1977)[7]